# Южные баучи
Южные баучи (также заар, зар,  богхом-сайянчи, сайя, западночадские языки группы B.3; англ. south bauchi, zaar, boghom-sayanchi, saya, west chadic B.3) — группа языков, входящая в состав подветви баучи-баде западночадской ветви чадской семьи. Область распространения — центральные районы Нигерии (штаты Баучи и Плато). В классификации Р. Бленча делится на три подгруппы — боггом, гурунтум, барава и обособленный язык джими (в классификации В. Блажека язык джими отнесён к подгруппе гурунтум). В классификации К. Симидзу выделяются восточные подгруппы, боггом и гурунтум, и западные подгруппы (или барава), северная и южная. К языкам и языковым кластерам группы южные баучи относят зар (сайанчи), боггом (бурум), польчи, геджи и другие. Точное число языков в группе не может быть установлено из-за сложности различения языков и диалектов в условиях отсутствия чётких границ в диалектных континуумах — многие идиомы могут рассматриваться в одних исследованиях как диалекты, в других — как языки. 
Общая численность говорящих — порядка 460 000 человек.
Наряду с группой южные баучи (или B.3) в составе подветви баучи-баде (или подветви B) выделяют группы северные баучи (или B.2) и баде-нгизим (или B.1). В ряде классификаций группе южные баучи противопоставляются языки северные баучи и баде-нгизим, объединённые в одну группу баде-варджи.
На языках боггом и языках/диалектах геджи, польчи и сайя развивается письменность на основе латиницы, остальные языки бесписьменные.

## Классификация
В классификации чадских языков американского лингвиста Пола Ньюмана в группу южные баучи (заар — по терминологии автора) включаются языки  богхом (боггом), дасс (дас), дотт (дот), геджи, гурунтум, гуус (сигиди), джими, джу, мангас, польчи, заар (сайанчи), зари (закши) и зеем.
Состав группы заар (южные баучи) согласно классификации афразийских языков британского лингвиста Роджера Бленча:
- (a) кластер барава:
  - кластер геджи: мэганг (болу), геджи, пьяалу (пелу), буу (заранда);
  - кластер польчи: зул, барам, дир, були, лангас (ньямзак, лундур), лури, польчи;
  - кластер зеем: зеем, цаари, данше, луши, дьярим, тули (туле);
  - кластер дас: лукши (лукши-докши), дурр-бараза, зумбул, ванди, дот;
  - кластер зари: закши, бото, зари (копти);
  - кластер гуус-заар: сигиди, заар;
- (b) подгруппа гурунтум: зангвал, тала, джу, гурунтум-мбаару (включая гурдунг, мбаару);
- (c) подгруппа богхом: богхом, кир-балар, мангас;
- (d) подгруппа джими: джими.

Состав группы южные баучи согласно классификации японского исследователя К. Симидзу:
- (I) восточные подгруппы:
  - (A) подгруппа богхом:
    - (a) богхом: (i) (1) богхом (буррум);
    - (b) кир: (ii) (2) киир (кир); (iii) (3) лаар (балар);

  - (B) подгруппа гурунтум:
    - (c) тала: (iv) (4) манси (мангас), (5) соор (зангвал); (v) (6) лунгу (тала); (vi) (7) шо (джу), джими;
    - (d) гурунтум: (vii) (8) мбаару, (9) гурунтум;
- (II) западные подгруппы:
- (C) барава:
  - северная подгруппа:
    - (e) геджи: (viii) (10) миганг (болу), пелу, (11) гьяннзи (геджи); (ix) (12) буу (заранда);
    - (f) польчи: (x) (13) зул, (14) баранг (барам), дир (барам дутсе); (xi) (15) били (були), ньямзак (лангас), лундур, (17) поси (польчи);

  - южная подгруппа:
    - (g) зеем: (xii) (18) зеем, (19) туле (тулай), (20) чаари; (xiii) (21) докши (луши);
    - (h) дасс: (xiv) (22) дикши (бараза), (23) бандас (дур), (xv) (24) боодли (зумбул), (25) вангдай (ванди), (26) зоди (дуат);
    - (i) сайя: (xvi) (27) закси (закши), (28) боот (бото), (29) заарэ (зари), сигиди; (xvii) (30) заар кал, (31) заар гамбар, леере, (32) заар луса.